# Heitersberg (Pass)
Der Heitersberg ist ein Pass im Schweizer Kanton Aargau. Er führt von Spreitenbach im Limmattal über den südlichen Teil der Heitersberg-Hügelkette nach Oberrohrdorf im Reusstal und überwindet dabei eine Höhe von 657 m ü. M. Er ist neben dem ebenso für die Durchfahrt gesperrten Rüsler einer von zwei Pässen über den Heitersberg.
Die Ostrampe von Spreitenbach her weist ein Steigungsmaximum bis 17 % auf, die Westrampe von Oberrohrdorf bis 10 %. Für den motorisierten Verkehr ist die Passhöhe von beiden Seiten zu erreichen, eine direkte Überfahrt ist jedoch verboten.
Er ist namensgebend für den 2,3 km nördlich davon gelegenen 1975 eröffneten Heitersbergtunnel der Eisenbahnstrecke Zürich–Lenzburg.

## Siehe auch

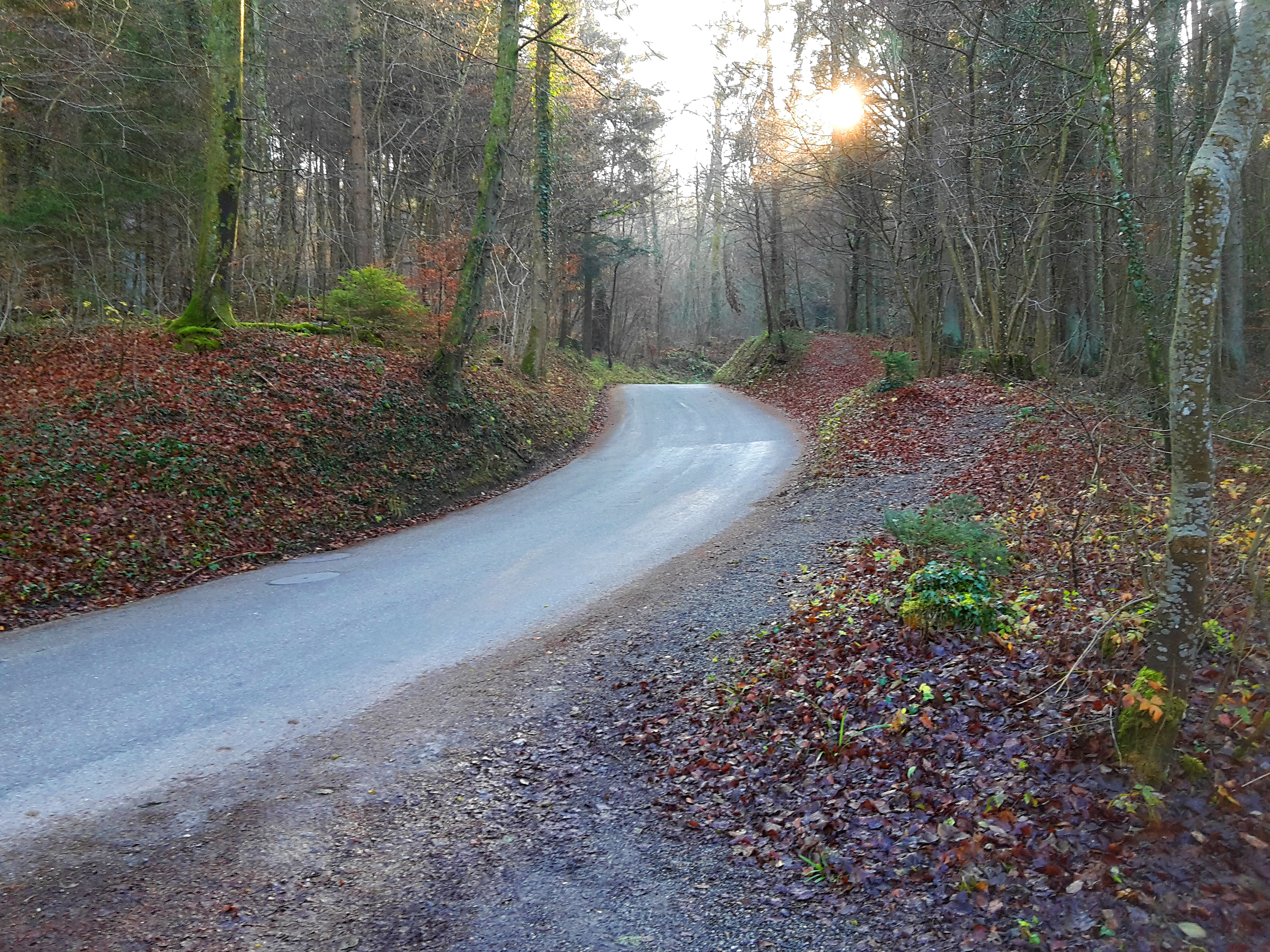
Ostrampe bei Spreitenbach